# VOLMET
Il VOLMET acronimo del francese vol météo (Informazioni meteorologiche per i velivoli in volo) è una rete di stazioni radio che trasmettono bollettini meteorologici di tipo TAF, SIGMET e METAR sulle frequenze HF e VHF.
I messaggi VOLMET usano una voce automatica registrata con tipo di modulazione USB (upper side band) ossia J3E. I piloti di aerei delle rotte internazionali usano queste trasmissioni per determinare quale procedura usare delle fasi di discesa, avvicinamento ed atterraggio.
La rete VOLMET divide il mondo in specifiche regioni ed una singola stazione in una determinata regione trasmette bollettini meteo ad uno specifico gruppo di terminali aerei ad un determinato orario. Ogni stazione effettua una trasmissione ad un determinato orario così da non interferire con le altre stazioni VOLMET.
Solitamente le trasmissioni avvengono ad intervalli di 5 minuti ed ogni trasmissione si ripete ogni ora.